# Sina Aaron Moslehi
Sina Aaron Moslehi (* 23. April 1995 in Hamburg) ist ein deutscher Rechtsanwalt.

## Leben
Moslehi studierte zwischen 2014 und 2019 Rechtswissenschaft an der Universität Hamburg und an der Humboldt-Universität zu Berlin. Ab 2018 war er Chefredakteur der studentischen Fachzeitschrift Hamburger Rechtsnotizen.
Moslehi veröffentlichte 2011 den Film Zum Andenken: Vom Leben und Sterben des Ernst Lossa, welcher mit dem Bertini-Jugendpreis ausgezeichnet wurde. 2014 veröffentlichte er den abendfüllenden Dokumentarfilm Zeit zu leben, der auf der Hamburger Dokumentarfilmwoche Premiere feierte mit dem „Prädikat wertvoll“ der Deutschen Film- und Medienbewertung ausgezeichnet wurde.
Seit 2022 ist Moslehi Rechtsanwalt in der auf Strafrecht spezialisierten Rechtsanwaltskanzlei von Gerhard Strate. Moslehi veröffentlicht Beiträge mit rechtlichem Bezug.

## Veröffentlichungen

### Schriften (Auswahl)
- Wer Freiheit schützen will, darf sie nicht einschränken, bento.de, 17. November 2015
- Unabhängige Untersuchungskommissionen zur Kontrolle der Polizei, HRN 2016, 17–23
- Ein einziger Wunsch, in: Hamburgische Bürgerschaft (Hg.), 70 Jahre Hamburgische Bürgerschaft, ISBN 978-3-8378-2035-5, S. 80
- Die Arbeit der Nazijäger, taz.de, 21. Januar 2017
- Fatale Signale, Legal Tribune Online, 23. September 2017
- Urteilsentwürfe im Strafprozess, HRN 2017, 26–30
- Die Juristenausbildung muss dringend reformiert werden, taz vom 7. Mai 2019 (Archivlink), S. 8
- Proteste von „Fridays for Future“ im Bundestag sind problematisch, taz vom 12. Juni 2019 (Archivlink), S. 11
- Zeit für einen Schulterschluss, NJW-aktuell Heft 30/2019, ISSN 0341-1915, S. 19

### Filme
- 2011: Zum Andenken: Vom Leben und Sterben des Ernst Lossa
- 2014: Zeit zu leben